# Ешлі Вільямс
Е́шлі Че́рчилль Ві́льямс-Додсон (англ. Ashley Churchill Williams-Dodson; нар.12 листопада 1978, Вестчестер, штат Нью-Йорк, США) — американська акторка, сценаристка та режисерка.

## Життєпис
Народилася 12 листопада 1978 у Вестчестері, штат Нью-Йорк, в сім'ї медичного журналіста. Її старша сестра Кімберлі Вільямс-Пейслі також акторка.
Дебютувала на великому екрані в 1993 німою роллю у фільмі «Бабине літо».
У 2001 році здобула ступінь бакалавра з образотворчого мистецтва в Коледжі витончених мистецтв Бостонського університету.
У 2002 році отримала роль в ситкомі «Доброго ранку, Маямі». Також виконала епізодичні ролі в серіалах: «Ясновидець», «Як я зустрів вашу маму», «Закон і порядок: Спеціальний корпус», «Менталіст», «Сховище 13».
29 травня 2011 року одружилася з продюсером Нілом Додсоном (Neal Dodson). Народила двох дітей.

## Визнання та нагороди
- 1997 — номінація на премію «Найкраща молода акторка на ТВ» («YoungStar Awards») за серіал «Як обертається світ»
- 2004 — премія «Beverly Hills Film Festival» в номінації «Найкраща актриса» за короткометражний фільм «The List».

## Фільмографія
| Рік       |    | Українська назва                          | Оригінальна назва                        | Роль                                                        |
| --------- | -- | ----------------------------------------- | ---------------------------------------- | ----------------------------------------------------------- |
| 2019      | кф |                                           | Meats                                    |                                                             |
| 2019      | кф |                                           | Stud Boob                                |                                                             |
| 2018      | тф | Полярне сяйво Різдва                      | Northern Lights of Christmas             | Зої Гетевей (Zoey Hathaway)                                 |
| 2018      | тф | Різдво в Евергріні: Листи до Санти        | Christmas in Evergreen: Letters to Santa | Еллі Шоу (Allie Shaw)                                       |
| 2018      | с  | ФБР                                       | FBI (TV Series)                          | Алексіс Моран (Alexis Moran), 1 епізод                      |
| 2018      | ф  | Завзяті шахраї                            | The Con Is On                            |                                                             |
| 2018      | с  | Інстінкт                                  | Instinct                                 | Нора Чеккіно (Nora Cecchino), 1 епізод                      |
| 2017      | тф | Різдво в Евергріні                        | Christmas in Evergreen                   | Еллі Шоу (Allie Shaw)                                       |
| 2017      | ф  | Земляна свиня                             | Aardvark                                 | Моніка Гартлайн (Monica Hartline)                           |
| 2017      | с  | Дівчата                                   | Girls                                    | Джинні (Ginny), 1 епізод                                    |
| 2016      | тф | Кохання навшпиньки                        | Love on a Limb                           | Еймі Роарк (Aimie Roarke)                                   |
| 2016      | ф  | Шість любовних історій Лос-Анджелеса      | Six LA Love Stories                      | Робін Баттермен (Robin Butterman)                           |
| 2015—2016 | с  | Шоу Джима Геффігена                       | The Jim Gaffigan Show                    | Джинні Геффіген (Jeannie Gaffigan), 23 епізоди              |
| 2015      | тф | Жовтневий поцілунок                       | October Kiss                             | Поппі (Poppy)                                               |
| 2015      | ф  | Погана рана                               | Bad Hurt                                 | Джессі (Jessie)                                             |
| 2014      | ф  | Найжорстокіший рік                        | A Most Violent Year                      | Помічник шерифа Лендж (Deputy Lange)                        |
| 2014      | ф  | Хворий коханням                           | Lovesick                                 | Фелесія (Felecia)                                           |
| 2006—2014 | с  | Як я зустрів вашу маму                    | How I Met Your Mother                    | Вікторія (Victoria), 16 епізодів                            |
| 2014      | с  | Гарна дружина (телесеріал)                | The Good Wife                            | Крістіна Баррет (Christina Barrett), 1 епізод               |
| 2013      | тф | Зберігайте спокій і продовжуйте бути Кері | Keep Calm and Karey On                   | Пенні (Penny)                                               |
| 2013      | тф | Різдво в місті                            | Christmas in the City                    | Венді Керрол (Wendy Carroll)                                |
| 2013      | кф | Блискавичні промені                       | Sequin Raze                              | Ребекка Голдберг (Rebecca Goldberg)                         |
| 2013      | с  | Весільний гурт                            | Wedding Band                             | Деніс (Denise), 2 епізоди                                   |
| 2012      | кф | Слухання голосів                          | Hearing Voices                           |                                                             |
| 2012      | с  | Дорогий доктор                            | Royal Pains                              | Сидні Бартлет (Sydney Barlett / Sydney Bartlett), 2 епізоди |
| 2012      | с  | CSI: Місце злочину                        | CSI: Crime Scene Investigation           | Деббі Гікс (Debbie Hicks), 1 епізод                         |
| 2011      | с  | Менталіст                                 | The Mentalist                            | Анна Дуган (Anna Dugan), 1 епізод                           |
| 2011      | с  | Сховище 13                                | Warehouse 13                             | Селлі Стуковскі (Sally Stukowski), 4 епізоди                |
| 2011      | с  | Захисник                                  | The Protector                            | Джоан Крамер (Joanne Kramer), 1 епізод                      |
| 2011      | с  | Незаймані, стережіться!                   | Love Bites                               | Бріджит (Bridget), 1 епізод                                 |
| 2011      | в  | Останній хлопець на Землі                 | Last Guy on Earth                        | дівчина                                                     |
| 2011      | ф  | Рози і почуття                            | Scents and Sensibility                   | Елінор Дешвуд (Elinor Dashwood)                             |
| 2011      | тф | Мисливський собака                        | Bird Dog                                 | Гейл Макгрет (Gail McGrath)                                 |
| 2011      | ф  | Наречений напрокат                        | Something Borrowed                       | Клер (Claire)                                               |
| 2011      | с  | Пенсіонер у 35                            | Retired at 35                            | Лайла Фабрикант (Lilah Fabricant), 1 епізод                 |
| 2011      | ф  | На межі ризику                            | Margin Call                              | Гітер Берк (Heather Burke)                                  |
| 2009—2010 | с  | Урятувати Грейс                           | Saving Grace                             | Аманда Дьюї (Amanda Dewey), 5 епізодів                      |
| 2010      | тф | Безіменний проект Адама Каролли           | Untitled Adam Carolla Project            |                                                             |
| 2010      | ф  | Гетеросексуали                            | Heterosexuals                            | Ронда (Rhonda)                                              |
| 2010      | тф | Фронт                                     | The Front                                | Пеньок (Stump)                                              |
| 2010      | тф | Під загрозою                              | At Risk                                  | Пеньок (Stump)                                              |
| 2010      | с  | Нові пригоди старої Крістін               | The New Adventures of Old Christine      | Стор Крерк                                                  |
| 2009      | кф | Вісім процентів                           | The Eight Percent                        | Лора (Laura)                                                |
| 2008      | с  | Пригоди з роману                          | Novel Adventures                         | Ліззі Маккензі (Lizzie McKenzie), 8 епізодів                |
| 2008      | тф | Сніг 2: Заморожування мізків              | Snow 2: Brain Freeze                     | Сенді Брукс (Sandy Brooks)                                  |
| 2008      | тф | Нічне життя                               | Night Life                               | Дженні (Jenny)                                              |
| 2007      | тф | Недосконалий союз                         | Imperfect Union                          | Ронні (Ronnie)                                              |
| 2007      | тф | Легалізація                               | Making It Legal                          | Джулі (Julie)                                               |
| 2007      | с  | Інша форма життя                          | Side Order of Life                       | Бекка (Becca), 10 епізодів                                  |
| 2007      | кф | Нумеро дос                                | Numero Dos                               | Ешлі (Ashleigh)                                             |
| 2007      | с  | Закон і порядок: Спеціальний корпус       | Law & Order: Special Victims Unit        | Лора Козловскі (Laura Kozlowski), 1 епізод                  |
| 2007      | тф | Небо Монтани                              | Montana Sky                              | Віллі Мерсі (Willa Mercy)                                   |
| 2007      | с  | Ясновидець                                | Psych                                    | Тріш Коннорс (Trish Connors), 1 епізод                      |
| 2006      | тф | Емі Койн                                  | Amy Coyne                                | Емі Койн (Amy Coyne)                                        |
| 2005—2006 | с  | Зовнішнє кільце                           | E-Ring                                   | Бет Вілкерсон (Beth Wilkerson), 6 епізодів                  |
| 2006      | тф | Його і нас                                | Him and Us                               | Ніна (Nina)                                                 |
| 2006      | с  | Доктор Хафф                               | Huff                                     | Алісса (Alyssa), 8 епізодів                                 |
| 2005      | с  | Монк                                      | Monk                                     | Тереза Скотт (Theresa Scott), 1 епізод                      |
| 2004      | кф | Список                                    | The List                                 |                                                             |
| 2004      | тф | Сніг                                      | Snow                                     | Сенді Брукс (Sandy Brooks)                                  |
| 2002—2004 | с  | Доброго ранку, Маямі                      | Good Morning, Miami                      | Ділан Мессінгер (Dylan Messinger), 40 епізодів              |
| 2003      | с  | Американські мрії                         | American Dreams                          | Сенді Шоу (Sandie Shaw), 1 епізод                           |
| 2002      | с  | Затока Доусона                            | Dawson’s Creek                           | Лорі Глорі (Lory Glory), 1 епізод                           |
| 1995—2001 | с  | Як обертається світ                       | As the World Turns                       | Деніел Андропулос (Danielle Andropoulos), 50 епізодів       |
| 1993      | ф  | Бабине літо                               | Indian Summer                            | Айда Гейнкен (Ida Heinken)                                  |